# ロッキー・ゲイル
ロッキー・ゲイル（Rocky Gale, 1988年2月22日 - ）は、アメリカ合衆国オレゴン州ポートランド出身のプロ野球選手（捕手）。右投右打。MLBのシンシナティ・レッズ傘下所属。

## 経歴

### プロ入り前
2006年のMLBドラフト49巡目（全体1447位）でカンザスシティ・ロイヤルズから指名されたが、この時は契約せずにポートランド大学へ進学した。

### プロ入りとパドレス時代
2010年のMLBドラフト24巡目（全体724位）でサンディエゴ・パドレスから指名され、プロ入り。契約後、傘下のA-級ユージーン・エメラルズでプロデビュー。43試合に出場して打率.292、16打点、2盗塁を記録した。
2011年はA級フォートウェイン・ティンキャップス、A+級レイクエルシノア・ストーム、AA級サンアントニオ・ミッションズ、AAA級ツーソン・パドレスでプレーし、4球団合計で64試合に出場して打率.194、1本塁打、26打点を記録した。
2012年はA+級レイクエルシノア、AA級サンアントニオ、AAA級ツーソンでプレーし、3球団合計で58試合に出場して打率.174、1本塁打、17打点、1盗塁を記録した。
2013年はAA級サンアントニオとAAA級ツーソンでプレーし、2球団合計で70試合に出場して打率.242、1本塁打、24打点を記録した。
2014年はAAA級エル・パソ・チワワズでプレーし、77試合に出場して打率.303、35打点、1盗塁を記録した。オフにはオーストラリアン・ベースボールリーグのアデレード・バイトでプレーした。
2015年、マイナーではAAA級エル・パソでプレーし、2球団合計で70試合に出場して打率.242、1本塁打、24打点を記録した。9月2日にメジャー契約を結んでアクティブ・ロースター入りし、6日のロサンゼルス・ドジャース戦でメジャーデビュー。この年メジャーでは11試合に出場して打率.100だった。オフの12月2日にFAとなり、8日にマイナー契約で再契約した。
2016年はAA級サンアントニオとAAA級エル・パソでプレーし、2球団合計で107試合に出場して打率.243、5本塁打、34打点、1盗塁を記録した。
2017年、マイナーではAAA級エル・パソでプレーし、2球団合計で103試合に出場して打率.278、2本塁打、37打点を記録した。9月18日にメジャー契約を結んでアクティブ・ロースター入りした。この年メジャーでは3試合に出場して打率.100、1本塁打、2打点を記録した。
2018年2月20日にエリック・ホズマーの加入に伴ってDFAとなり、22日に自由契約となった。

### ドジャース時代
2018年2月25日にロサンゼルス・ドジャースとマイナー契約を結び、スプリングトレーニングに招待選手として参加することになった。シーズンでは開幕から傘下のAAA級オクラホマシティ・ドジャースでプレーし、85試合に出場して打率.281、4本塁打、34打点、1盗塁を記録した。9月2日にメジャー契約を結んでアクティブ・ロースター入りした。この年メジャーでは3試合に出場して無安打だった。
2019年7月23日に40人枠外となり、マイナー契約となった（そのままにAAA級オクラホマシティ配属）。

### レイズ傘下時代
2019年7月31日に金銭トレードで、タンパベイ・レイズへ移籍した。移籍後は傘下のAAA級ダーラム・ブルズでプレーした。オフの11月4日にFAとなった。

### ドジャース傘下時代
2019年11月27日にドジャースとマイナー契約を結んだ。
2020年オフにFAとなった。

### レッズ傘下時代
2021年1月8日にシンシナティ・レッズとマイナー契約を結んでスプリングトレーニングに招待選手として参加することになったと報じられ、18日に正式公示された。

## 詳細情報

### 年度別打撃成績
| 年 度    | 球 団    | 試 合 | 打 席 | 打 数 | 得 点 | 安 打 | 二 塁 打 | 三 塁 打 | 本 塁 打 | 塁 打 | 打 点 | 盗 塁 | 盗 塁 死 | 犠 打 | 犠 飛 | 四 球 | 敬 遠 | 死 球 | 三 振 | 併 殺 打 | 打 率 | 出 塁 率 | 長 打 率 | O P S |
| -------- | -------- | ----- | ----- | ----- | ----- | ----- | -------- | -------- | -------- | ----- | ----- | ----- | -------- | ----- | ----- | ----- | ----- | ----- | ----- | -------- | ----- | -------- | -------- | ----- |
| 2015     | SD       | 11    | 10    | 10    | 0     | 1     | 0        | 0        | 0        | 1     | 0     | 0     | 0        | 0     | 0     | 0     | 0     | 0     | 1     | 1        | .100  | .100     | .100     | .200  |
| 2017     | SD       | 3     | 10    | 10    | 1     | 1     | 0        | 0        | 1        | 4     | 2     | 0     | 0        | 0     | 0     | 0     | 0     | 0     | 2     | 0        | .100  | .100     | .400     | .500  |
| 2018     | LAD      | 3     | 2     | 2     | 0     | 0     | 0        | 0        | 0        | 0     | 0     | 0     | 0        | 0     | 0     | 0     | 0     | 0     | 1     | 0        | .000  | .000     | .000     | .000  |
| 2019     | LAD      | 5     | 15    | 15    | 1     | 2     | 0        | 0        | 0        | 2     | 0     | 0     | 0        | 0     | 0     | 0     | 0     | 0     | 7     | 1        | .133  | .133     | .133     | .267  |
| MLB：4年 | MLB：4年 | 22    | 37    | 37    | 2     | 4     | 0        | 0        | 1        | 7     | 2     | 0     | 0        | 0     | 0     | 0     | 0     | 0     | 11    | 2        | .108  | .108     | .189     | .297  |

- 2020年度シーズン終了時

### 背番号
- 58（2015年、2017年 - 2019年）